# Mariene ecoregio Noordelijk Groenland
De Mariene ecoregio Noordelijk Groenland (1) (Engels: North Greenland marine ecoregion) is een biogeografische regio en ligt in de Noordelijke IJszee in het Marien rijk Arctica. De mariene ecoregio is vastgesteld door het World Wide Fund for Nature en The Nature Conservancy en is vernoemd naar Groenland.
In het zuidoosten grenst het gebied aan de mariene ecoregio Oostelijk Groenlands Plat (3), in het zuidwesten aan de mariene ecoregio Westelijk Groenlands Plat (4) en de mariene ecoregio Baffinbaai-Straat Davis (7) en in het westen aan de mariene ecoregio Hoge Arctische Archipel (10).

## Geografie
De mariene ecoregio ligt in de Noordelijke IJszee voor de noordoostelijke, noordelijke en noordwestelijke kust van Groenland. Het gebied strekt zich uit van ten zuiden van het eiland île de France aan de oostkust tot (via de Noordelijke IJszee) ten zuiden van Pituffik aan de westkust en omvat een deel van de Groenlandzee, Wandelzee, Lincolnzee, Straat Nares en de Baffinbaai.
Door het gebied stromen de Transpolaire driftstroom en de Oost-Groenlandstroom.

## Biogeografie
Het gebied kent zeeleven dat houdt van arctische temperaturen.